# Heiligenloher Beeke und angrenzende Bachniederungen
Das Landschaftsschutzgebiet Heiligenloher Beeke und angrenzende Bachniederungen liegt auf dem Gebiet der Stadt Twistringen im niedersächsischen Landkreis Diepholz.
Das 400 ha große Gebiet, das im Jahr 1996 unter Schutz gestellt wurde, erstreckt sich zwischen den Twistringer Ortsteilen Rüssen im Westen und Ridderade im Osten entlang der Heiligenloher Beeke. Westlich des Gebietes fließt die Hunte, durch den östlichen Teil verläuft die B 51, im Zentrum liegt der Twistringer Ortsteil Heiligenloh.